# فورت مایرز (فلوریدا)
فورت مایرز (به انگلیسی: Fort Myers) شهری در شهرستان لی ایالت فلوریدا است که در سال ۱۸۸۶ بنیان‌گذاری شده است. این شهر طبق سرشماری سال ۲۰۱۰ میلادی، ۶۲٬۲۹۸ نفر جمعیت داشته و مساحت آن نیز ۱۰۴٫۷ کیلومتر مربع است.